# ارنست کیبورتس
ارنست کیبورتس (انگلیسی: Ernst Kyburz; ۱۴ اوت ۱۸۹۸ – ۱۶ اکتبر ۱۹۸۳) کشتی‌گیر اهل سوئیس بود.